# حجاب (فیلم ۱۹۶۰)
حجاب (به هندی: Ghunghat) فیلمی هندی محصول سال ۱۹۶۰ و به کارگردانی راماناند ساگر است. در این فیلم بازیگرانی همچون بهارات بوشان، پرادیپ کومار، بینا رای، آشا پارک، رحمان، آقا، لیلا چیتنیس و هلن ایفای نقش کرده‌اند.